# Limenitis iphimedia
Limenitis iphimedia är en fjärilsart som beskrevs av Hans Fruhstorfer 1915. Limenitis iphimedia ingår i släktet Limenitis och familjen praktfjärilar. Inga underarter finns listade i Catalogue of Life.